# Pascal Jousselin
Pour les articles homonymes, voir Jousselin.
Pascal Jousselin, né le 11 mars 1973 à Pouancé (Maine-et-Loire), est un dessinateur et scénariste français de bande dessinée.

## Biographie
Passionné par la bande-dessinée depuis l'enfance, il intègre l'ESAG - Penninghen à Paris dont il sort diplômé en arts graphiques en 1998. Il entame ensuite une carrière d'auteur de bande dessinée.

## Œuvres

### 40 bougies et de nombreuses tranches de vie
- 40 bougies et de nombreuses tranches de vie, ANPE Ile de France, 2007
Scénario : Céka - Dessin : Bast, Jean-Philippe Peyraud, Brüno et Pascal Jousselin - Couleurs : Laurence Croix -  (ISBN 2-04-010330-9)

### L'Atelier Mastodonte
Série parue dans le journal Spirou.
- 3 Tome 3, Dupuis, 2015
Scénario, dessin et couleurs : Collectif -  (ISBN 978-2-8001-6350-5)
- 4 Tome 4, Dupuis, 2016
Scénario, dessin et couleurs : Collectif -  (ISBN 978-2-8001-6703-9)
- 5 Tome 5, Dupuis, 2017
Scénario, dessin et couleurs : Collectif -  (ISBN 978-2-8001-7041-1)
- 6 Tome 6, Dupuis, 2019
Scénario, dessin et couleurs : Collectif -  (ISBN 979-10-34736-83-6)

### Les Aventures de Michel Swing
- Les Aventures de Michel Swing (coureur automobile), Milan, Treize étrange, 2005
Scénario et dessin : Pascal Jousselin et Brüno -  (ISBN 2-7459-1759-5)

### Chihuahua
- 1 Une rentrée presque normale, Bayard, BD Kids, 2021
Scénario et dessin : Pascal Jousselin, Lewis Trondheim, Nob et Obion -  (ISBN 9791036325397)
- 2 Une journée un peu humide, Bayard, BD Kids, 2022
Scénario et dessin : Pascal Jousselin, Lewis Trondheim, Nob et Obion -  (ISBN 9791036332111)

### Colt Bingers l'insoumis
- 1 Saison one, Audie, Fluide glacial, 2009
Scénario : Pascal Jousselin - Dessin : Lionel Chouin - Couleurs : Christophe Bouchard -  (ISBN 9782858158690)
- Intégrale Colt Bingers l'insoumis, Audie, Fluide glacial, 2011
Scénario : Pascal Jousselin - Dessin : Lionel Chouin - Couleurs : Christophe Bouchard -  (ISBN 9782858159680)
- Nouvelle Intégrale Colt Bingers l'insoumis, Audie, Fluide glacial, 2021
Scénario : Pascal Jousselin - Dessin : Lionel Chouin - Couleurs : Christophe Bouchard -  (ISBN 979-10-38200-89-0)

### Fiesta
- Fiesta, Treize étrange, 2000
Scénario et dessin : Pascal Jousselin -  (ISBN 2911058380)

### Imbattable
- 1 Justice et Légumes frais, Dupuis, 2017
Scénario et dessin : Pascal Jousselin - Couleurs : Laurence Croix -  (ISBN 9782800170640)
- 2 Super-héros de proximité, Dupuis, 2018
Scénario et dessin : Pascal Jousselin - Couleurs : Laurence Croix -  (ISBN 9782800174051)
- 3 Le Cauchemar des malfrats, Dupuis, 2021
Scénario et dessin : Pascal Jousselin - Couleurs : Laurence Croix -  (ISBN 9791034746347)

### Insomnies
- Insomnies, Treize étrange, 2000
Scénario et dessin : Pascal Jousselin -  (ISBN 2911058380)

### Le Kangourou qui ne voulait pas sauter
- Le Kangourou qui ne voulait pas sauter, Deleatur, 1999
Scénario et dessin : Pascal Jousselin -  (ISBN 286807085X)

### Somewhere else
- Somewhere else, Milan, Treize étrange, 2007
Scénario et dessin : Pascal Jousselin -  (ISBN 9782745930019)

### Un matin de décembre
- Un matin de décembre, le polygraphe, 2000
Scénario, dessin et couleurs : Pascal Jousselin

### Voltige et Ratatouille
- Voltige Pocket 1 L'Omelette galactique, Treize étrange, 2000
Scénario et dessin : Pascal Jousselin - Couleurs : noir et blanc -  (ISBN 2-911058-40-2)
- Voltige 2000 Pas d'enfance pour les héros, Treize étrange, 2001
Scénario et dessin : Pascal Jousselin -  (ISBN 2-911058-57-7)
- 1 Le Tournoi, Milan, 2004
Scénario : Brüno et Pascal Jousselin - Dessin : Pascal Jousselin - Couleurs : Laurence Croix -  (ISBN 2-7459-1298-4)
- 2 Les Voleurs de salsifis, Milan, 2004
Scénario : Pascal Jousselin - Dessin : Steve Baker - Couleurs : Laurence Croix -  (ISBN 2-7459-1521-5)